# Diabulus in Musica
Diabulus in Musica – hiszpański zespół muzyczny wykonujący muzykę z pogranicza gothic metalu oraz metalu symfonicznego.

## Muzycy
Opracowano na podstawie materiału źródłowego.

### Obecny skład zespołu
- Zuberoa Aznárez – śpiew (od 2006)
- Gorka Elso – instrumenty klawiszowe, śpiew (od 2006)
- Alexey Kolygin – gitara, śpiew (od 2013)
- David Carrica – perkusja (od 2013)
- Odei Ochoa – gitara basowa (od 2013)

### Byli członkowie zespołu
- Adrián M. Vallejo – gitara, śpiew (2006–2012)
- Xabier Jareño – perkusja (2009–2012)
- Álex Sanz – gitara basowa (2010–2012)
- Jorge Arca – gitara basowa (2006–2008)
- Javier De La Casa – gitara basowa (2008–2009)

## Dyskografia
Opracowano na podstawie materiału źródłowego.

### Albumy studyjne
- Secrets (2010)
- The Wanderer (2012)
- Argia (2014)

### Dema
- Secrets (2009)